# Pulszky Garibaldi
Cselfalvi és lubóci Pulszky Garibaldi (Torino, 1861. március 8. – Ercsi, 1926. július 17.) mérnök, miniszteri tanácsos.

## Élete
Pulszky Ferenc és Walter Terézia legifjabb neves gyermeke. 1881-ben tanulmányai befejeztével mérnöki oklevelet szerzett. Első komolyabb munkája a Korinthoszi-csatorna építésénél volt. 1885-ben a Magyar Királyi Államvasutak alkalmazásába került. 10 évvel később vasúti és hajózási főfelügyelővé lépett elő. 1904-től a MÁV zágrábi üzletvezetőjévé nevezték ki, majd négy évre rá a Vasúti és Hajózási Főfelügyelőség vezetője lett. Később, 1910-ben a Kassa–Oderbergi Vasút Rt. vezérigazgatójává választották meg. Ez utóbbi pozíciójából vonult nyugalomba. Tevékeny évei alatt számos magyarországi híd építésénél vett részt. 1926. július 17-én Fiume városából Budapestre tartott gyorsvonattal, amikor Ercsinél a vonaton összeesett és meghalt. Méltán tartják kora egyik közlekedésügyi vezéregyéniségének.

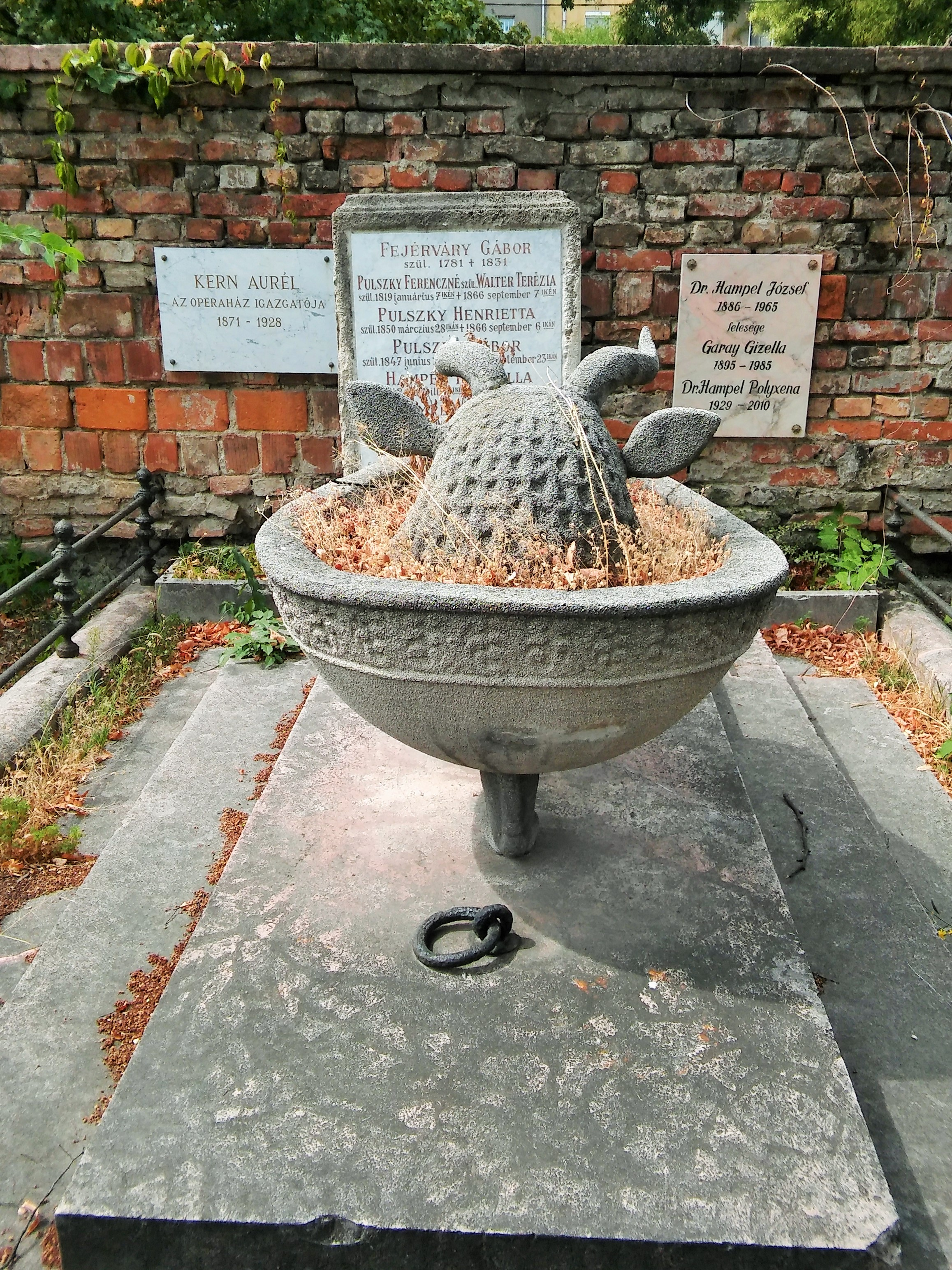
Sírja a Fiumei úti sírkertben